# تپه گوره وان هیجان
تپه گوره وان هیجان در شهرستان دیواندره، بخش مرکزی، روستای هیجان واقع شده و این اثر در تاریخ ۲۴ فروردین ۱۳۸۲ با شمارهٔ ثبت ۸۰۱۴ به‌عنوان یکی از آثار ملی ایران به ثبت رسیده است.